# Conclave de 1691
O Conclave de 1691 foi convocado com a morte do Papa Alexandre VIII e terminou com a eleição de Antonio Pignatelli como Papa Inocêncio XII. Durou cinco meses, de 12 de fevereiro a 12 de julho de 1691. O conclave ficou em impasse depois que os monarcas católicos se opuseram à eleição de Gregório Barbarigo, que alguns membros do Colégio de Cardeais também consideravam muito rigoroso. O conclave só terminou em julho, quando os cardeais começaram a ficar doentes com o calor, e depois que os cardeais franceses concordaram em votar em Pignatelli, apesar de ele ter vindo de Nápoles, controlada pela Espanha.

## Segundo plano
As questões do Galicanismo foram proeminentes no Conclave de 1689 que elegeu Alexandre VIII. O antecessor de Alexandre, Inocêncio XI, recusou-se a confirmar novos bispos franceses a ponto de trinta e cinco dioceses não terem um bispo confirmado por Roma em 1688. A eleição de Alexandre foi garantida prometendo que ele confirmaria os bispos franceses não confirmados. Apesar disso, o último ato de Alexandre como papa antes de morrer foi condenar a Declaração do Clero da França em 1 de fevereiro de 1691. 
Alexandre também se destacou por seu nepotismo, parcialmente devido à sua idade avançada e à crença de que sua família teria pouco tempo para lucrar com seu reinado. Isso contrastava com seu antecessor Inocêncio XI, que era conhecido por ser austero e não havia causado escândalos por nepotismo. 

## Conclave
O conclave começou em 12 de fevereiro de 1691, e o número de membros no Colégio de Cardeais atingiu o máximo legal de 70 cardeais. Apesar disso, no início do conclave apenas 38 eleitores estavam presentes. O número subiu para 44 eleitores presentes em 19 de fevereiro de 1691 e, na época da eleição de Inocêncio XII em julho, 61 eleitores estavam presentes.
Os cardeais curiais entraram no conclave procurando eleger Gregório Barbarigo como papa Leopoldo I do Sacro Império Romano-Germânico, considerava-o uma escolha inaceitável por ser veneziano. Embora Leopoldo não tenha excluído formalmente Barbarigo, ele não desejou que ele fosse eleito. Além de Leopoldo, o embaixador espanhol em Roma trabalhou contra a eleição de Barbarigo, e Luís XIV de França se opôs a ela por causa dos desejos de seus aliados.
Leandro Colloredo , que era o líder da facção zelanti dentro da faculdade, sugeriu inicialmente Barbarigo para o pontificado. Colloredo e sua facção também tiveram o apoio de Flavio Chigi, sobrinho cardeal de Alexandre VII, no conclave. Barbarigo era visto como um indivíduo com um sistema moral firme, e pensava-se que ele poderia abolir o nepotismo se eleito.
Apesar de Leopold não excluir formalmente Barbarigo, espalhou-se um boato de que ele fora excluído e, apesar dos protestos da facção zelanti de cardeais, membros suficientes do Colégio de Cardeais reconheceram a capacidade do Imperador de excluir um candidato que impedia sua eleição. Leopoldo havia enviado um enviado com duas cartas para seus cardeais: a primeira carta pública declarou que ele não queria ver Barbarigo excluído, enquanto a segunda carta, que era privada, expressava seu desejo de que Barbarigo não fosse eleito, mas que ele não queria culpar a exclusão, mas desejava que os espanhóis fossem os únicos a fazê-lo. Além disso, alguns dos cardeais mais materialistas temiam que Barbarigo fosse igualmente rígido como o papa Inocêncio XI, e isso levou em consideração seu fracasso em vencer a eleição.
Estava claro para os cardeais que Barbarigo não seria eleito papa até o final de abril, e o conclave entrou em um período em que não havia uma direção clara. Os escrutinários diários não retornariam candidatos bem-sucedidos, e os escrutinários da tarde simplesmente repetiriam o impasse que ocorrera pela manhã. Os votos chegaram a não-cardeais pela primeira vez em um conclave desde 1503. Não havia uma indicação clara de quem poderia ser eleito papa, e a certa altura vários cardeais iniciaram um incêndio nos alojamentos por derrubarem acidentalmente. uma lâmpada enquanto estiver jogando cartas. Enquanto isso fazia com que algumas das células que abrigavam os cardeais fossem inabitáveis, três cardeais haviam morrido naquele momento, então havia espaço disponível para realocar os cardeais que haviam sido retirados de seu alojamento anterior.

## Eleição de Inocêncio XII

Brasão do Papa Inocêncio XII

Federico Altieri começou a procurar garantir a eleição para o papado por si mesmo. Ele procurou ter uma pessoa pública favorável a Leopoldo I, enquanto também trabalhava para conseguir o favor de Luís XIV. A facção zelanti e Flavio Chigi se opuseram a ele, o que foi suficiente para impedir sua vitória.
Altieri se posicionou com sua campanha como um líder de facção credível no conclave e começou a trabalhar para eleger seu amigo Antonio Pignatelli. Altieri trabalhou para convencer os cardeais franceses de que Pignatelli não trabalharia para os espanhóis como papa, mesmo sendo de Nápoles. Pignatelli recebeu algum apoio em março, mas ficou aquém da maioria necessária para a eleição. No final de junho, no entanto, o calor estava aumentando e alguns cardeais adoeceram. Isso permitiu que sua candidatura ganhasse força, e ele foi eleito papa em 12 de julho de 1691, sob as objeções da facção zelanti, e tomou o nome de Inocêncio XII. O conclave foi a eleição papal mais longa desde 1305, tendo se reunido por mais de cinco meses.